# موريتز هاير
موريتز هاير (بالألمانية: Moritz Heyer)‏ هو لاعب كرة قدم ألماني، ولد في 4 أبريل 1995 في Ostercappeln ‏ في ألمانيا. لعب مع نادي أوسنابروك.

## وصلات خارجية
- موريتز هاير على موقع قاعدة بيانات كرة القدم.إي يو (الإنجليزية)
- موريتز هاير على موقع Soccerway.com (الإنجليزية)
- موريتز هاير على موقع عالم كرة القدم.نت (الإنجليزية)